# Gerums kyrka
För andra betydelser, se Gerums kyrka (olika betydelser).
Gerums kyrka är en kyrkobyggnad i Visby stift. Den är församlingskyrka i Gerums församling.

## Kyrkobyggnaden
Gerums kyrka fick inte det höga torn som  med största sannolikhet var tänkt när den romanska sockenhelgedomen byggdes om. Tornbygget verkar av någon anledning ha avstannat. Istället uppfördes så småningom en åttakantig tornkonstruktion av trä med ljudöppningar för kyrkklockan krönt av en spira. Kyrkan fick på så sätt en exteriör som påminner mycket om Hellvi kyrka på norra Gotland. Inte heller blev det något nytt bygge av ett stort kor som annars skedde i flera församlingar. Koret och den halvrunda absiden från den romanska 1100-talskyrkan fick stå kvar. Däremot färdigställdes vid slutet 1200-talet långhuset, som präglas av sengotikens spetsbågestil som visar sig i utformningen av sydportalen, det södra fönstret, triumfbågen samt valven som bärs upp av en kraftig pelare. Sakristian tillkom 1835. Kyrkorummet är rik på kalkmålningar. De äldsta är ornamentmålningar från 1200-talet som man finner i västra triumfbågen och långhusets östra vägg. Under 1400-talet försåg Passionsmästaren kyrkan med bilder ur Kristi levnads historia. Absiden är till det inre fylld med akantusrankor. Dessa målningar har tillkommit så sent som 1771. I korets i södra fönster strålar en välbevarad glasmålning från 1300-talet som föreställer Sankt Olof.

## Interiör
- Dopfunt av sandsten från 1100-talets senare del utförd av anonymmästaren Magister Majestatis uttytt (Mästare till Herrens majestät). I likhet med dennes dopfuntar i exempelvis Stenkyrka kyrka och Väskinde kyrka är den rik på uthuggna reliefer ur Jesu liv.
- Triumfkrucifix snidat vid 1100-talets slut.
- Två processionskrucifix varav det ena är från 1200-talet och det andra daterat till 1300-talet.
- Altaruppsatsen utgörs av ett praktfullt snidat ramverk från 1667 kring en målning av Nattvardens instiftelse.
- Predikstolen är utförd 1699. I korgens fält återfinns bilder av heliga gestalter. Ljudtaken eller baldakinen har formen av en kunglig krona.
- Bänkinredning är dels från 1700-talet och dels från 1800-talet. Dörrspeglarna är dekorerade med akantusrankor.

## Orgel
- Kyrkan hade tidigare ett orgelharmonium från 1920.
- 1966 byggde Th. Froberius & Co, Kongens Lyngby, Danmark, en mindre mekanisk kyrkorgel.

| Manual        |
| Gedackt 8’    |
| Principal 4’  |
| Rörflöjt 4'   |
| Spetsflöjt 2' |

## Bildgalleri

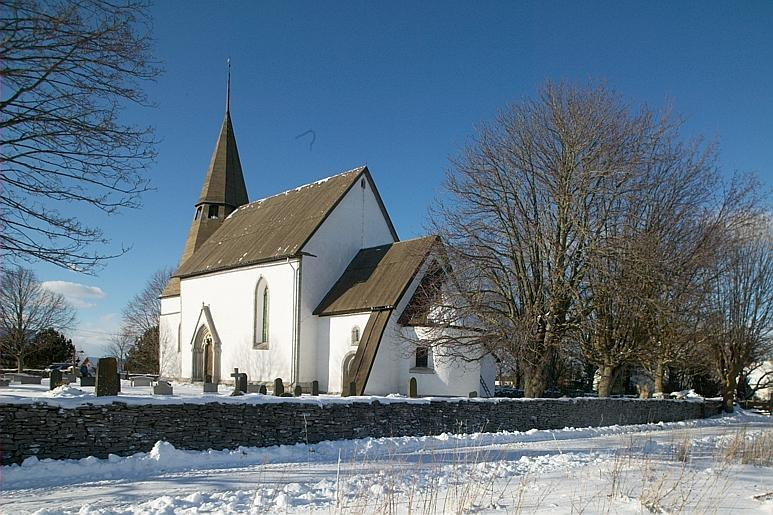
Kyrkan från sydöst
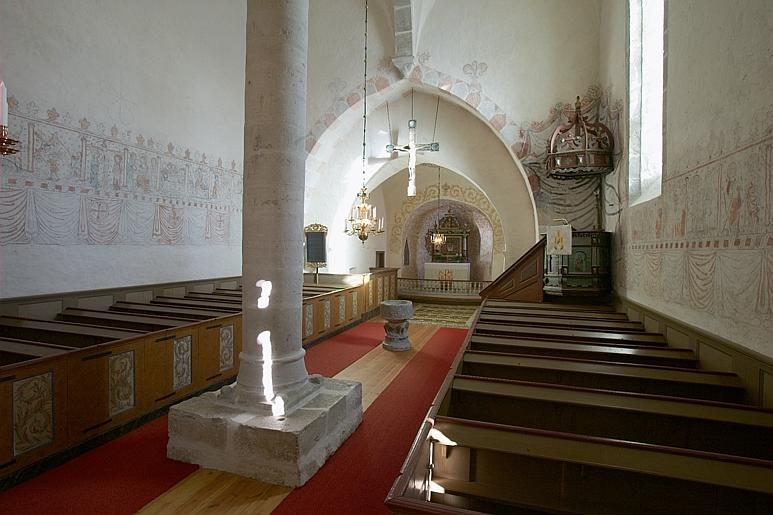
Interiör
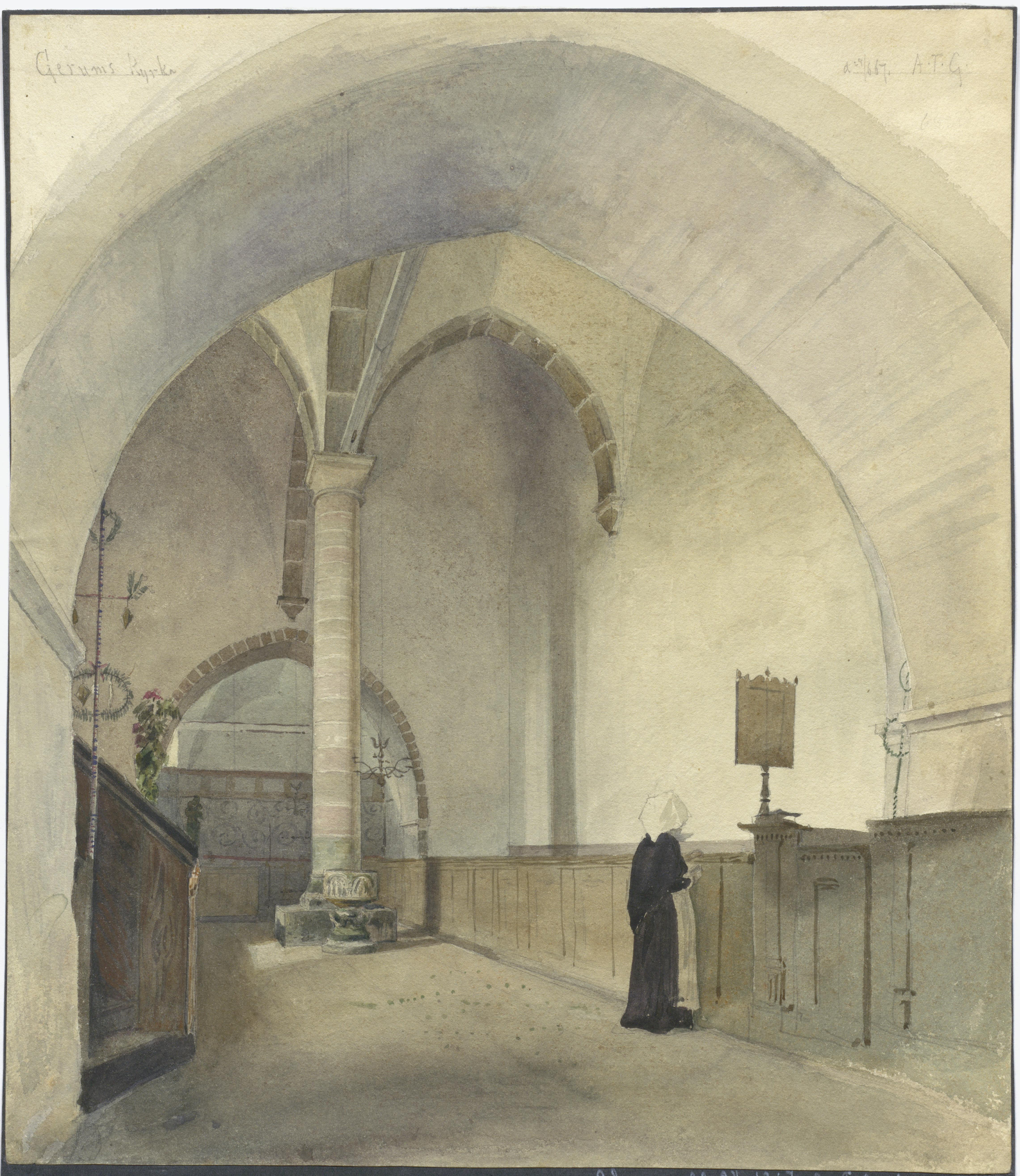
Interiör mot väster. Akvarell av A.T. Gellerstedt, 1867.
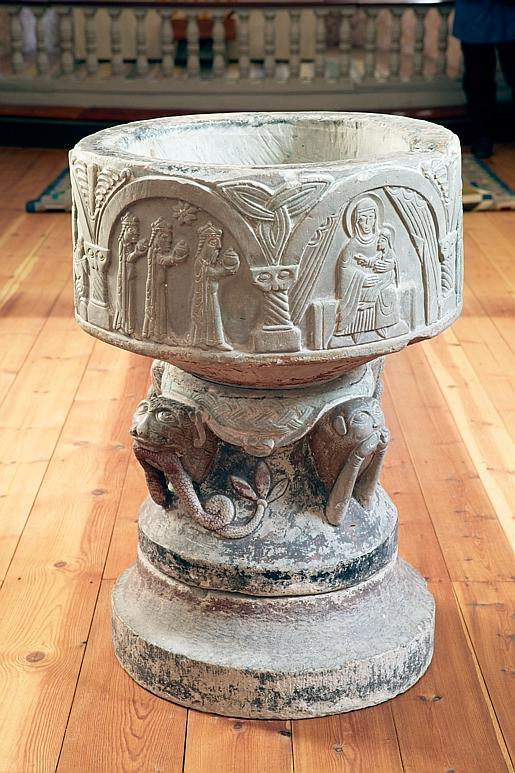
Dopfunten
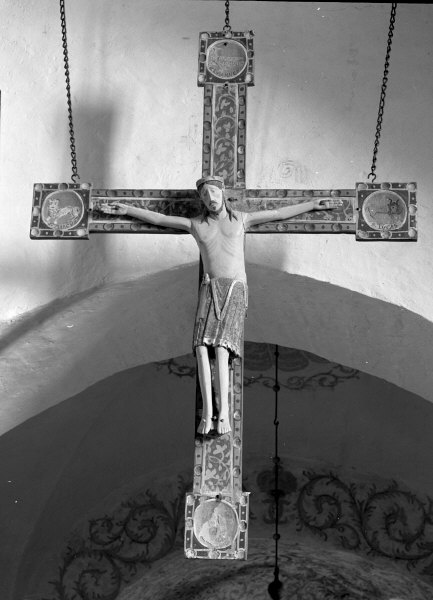
Triumfkrucifixet